# Laura Palacios
Laura Palacios(Celta, 25 de fevereiro de 1988) é uma dubladora espanhola.

## Lista de trabalhos
- The X-Files: Dana Scully[1]
- The Simpsons: Nelson Muntz[1]
- Seinfeld: Elaine Benes[1]
- Twin Peaks: Lana Milford[1]
- Winnie the Pooh: Kanga
- Steven Universo: Ametista
- Grojband - Corey Riffin
- Apenas um Show - Margaret